# Ricognizione speciale
La ricognizione speciale consiste in azioni di ricognizione, esplorazione e sorveglianza condotte da forze speciali per:
- ottenere o verificare, per mezzo di osservazione diretta o di altri metodi di raccolta delle informazioni, notizie riguardanti le capacità, le intenzioni e le attività di un nemico effettivo o potenziale, oppure
- acquisire dati concernenti le caratteristiche meteorologiche, idrografiche, o geografiche di una specifica area.

Nella nozione di ricognizione speciale (in ambito NATO spesso abbreviata in SR) si comprendono: l'acquisizione dell'obiettivo, la verifica e l'aggiornamento campale delle informazioni preesistenti e la ricognizione successiva all'esecuzione di un attacco.
Fra le unità militari che conducono missioni SR annoveriamo: United States Army Special Forces, Force Recon e Navy SEALs; Special Air Service, Special Boat Service, Pathfinder Platoon e Special Reconnaissance Regiment (Regno Unito); Sayeret Matkal ed altri "reparti ricognizione" di Israele, Spetsnaz e Razvedchiki (Russia, già URSS); Joint Task Force 2 e Canadian Special Operations Regiment (Canada); Australian Special Air Service Regiment.
Per l'Italia, nel 2004 è stato istituito un reparto ad hoc, il 185º Reggimento paracadutisti ricognizione acquisizione obiettivi, particolarmente specializzato e i cui appartenenti sono gli unici brevettati "Acquisitore obiettivi". .
In ogni caso sono in grado di effettuare ricognizioni speciali oltre alle forze speciali italiane, anche le Forze per Operazioni Speciali, i paracadutisti dei reggimenti di manovra della Folgore, i guastatori del plotone ACRT della Folgore, i marò della brigata marina "San Marco" della Marina Militare, i lagunari del reggimento "Serenissima" dell'Esercito, i carabinieri paracadutisti del reggimento Tuscania e i fucilieri dell'Aria dell'aeronautica Militare.
In una prospettiva intelligence, si tratta di una disciplina di raccolta HUMINT. La missione SR non costituisce spionaggio se compiuta da personale in uniforme, alla stregua della Quarta convenzione di Ginevra (1949). In ciò si riprende lo spirito della Convenzione dell'Aia (1907). Non sempre i vari paesi onorano queste garanzie di diritto internazionale, come dimostra la vicenda dell'Ordine commando, per il quale furono condannati alcuni gerarchi nazisti al processo di Norimberga.
Il controllo operativo delle missioni SR è probabilmente una cellula compartimentata dell'HUMINT, o eventualmente delle funzioni di operazioni / staff. Poiché il personale impiegato è addestrato per la raccolta di intelligence ma anche per missioni di altro tipo, di solito manterrà comunicazioni occulte con l'organizzazione HUMINT, e sarà sistematicamente preparato per il debriefing. Gli addetti alla SR operano significativamente più avanti (nelle linee nemiche) delle più avanzate unità di ricognizione ordinaria del loro schieramento: decine o centinaia di chilometri più in profondità.
Il ruolo della SR sta acquistando sempre maggior rilievo nell'ambito della raccolta di informazioni. L'applicazione più comune, quasi ovvia, è la direzione degli attacchi aerei e/o missilistici sulle aree più interne del territorio avversario. Può comprendere anche la collocazione di sensori controllati a distanza, come pure può costituire preparazione specifica per azioni di forze speciali, come attività di agenti provocatori per fomentare insurrezioni e guerra non convenzionale.

## Lo spettro delle capacità di ricognizione: esploratori; LRS; SR

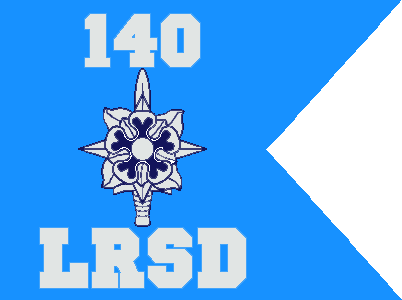
Insegna del Long Range Surveillance Detachment, 140th Military Intelligence Battalion (USA)

Le forze militari, a livello battaglione, hanno spesso plotoni di esploratori che possono svolgere compiti limitati di ricognizione oltre la linea principale delle truppe amiche. I rinnovati Brigade Combat Team (USA), le nuove unità operative americane, stanno guadagnando squadroni di ricognizione (ossia unità equiparabili al battaglione leggero). I livelli di comando superiori di tipo tradizionale avevano distaccamenti specializzati nella Long Range Surveillance (LRS) a livello divisione, e compagnie LRS a livello di comando di corpo, sebbene vi sia una tendenza ad accrescere la capacità organica di ricognizione. Ancora, le unità LRS non sostituiscono le capacità delle unità SR. Le unità LRS, logicamente, devono condurre tutte le operazioni alla loro portata, lasciando solo le missioni SR alle forze speciali propriamente dette.
Le squadre dei distaccamenti di ricognizione a lungo raggio (LRSD) operano davanti alle squadre dei battaglioni di ricognizione e agli esploratori di cavalleria nell'area divisionale di competenza. Le squadre delle compagnie LRS operano davanti alle squadre LRSD, e dietro molte forze speciali. La durata delle missioni LRS dipende dall'equipaggiamento e dalle scorte che le squadre debbono portare con sé, dalla distanza da coprire per avvicinarsi all'area-obiettivo, e dalla disponibilità di rifornimenti. Le squadre LRS di regola hanno un'autonomia operativa fino a sette giorni senza rifornimenti esterni, in funzione del terreno e delle condizioni meteorologiche.

### Unità SR vere e proprie

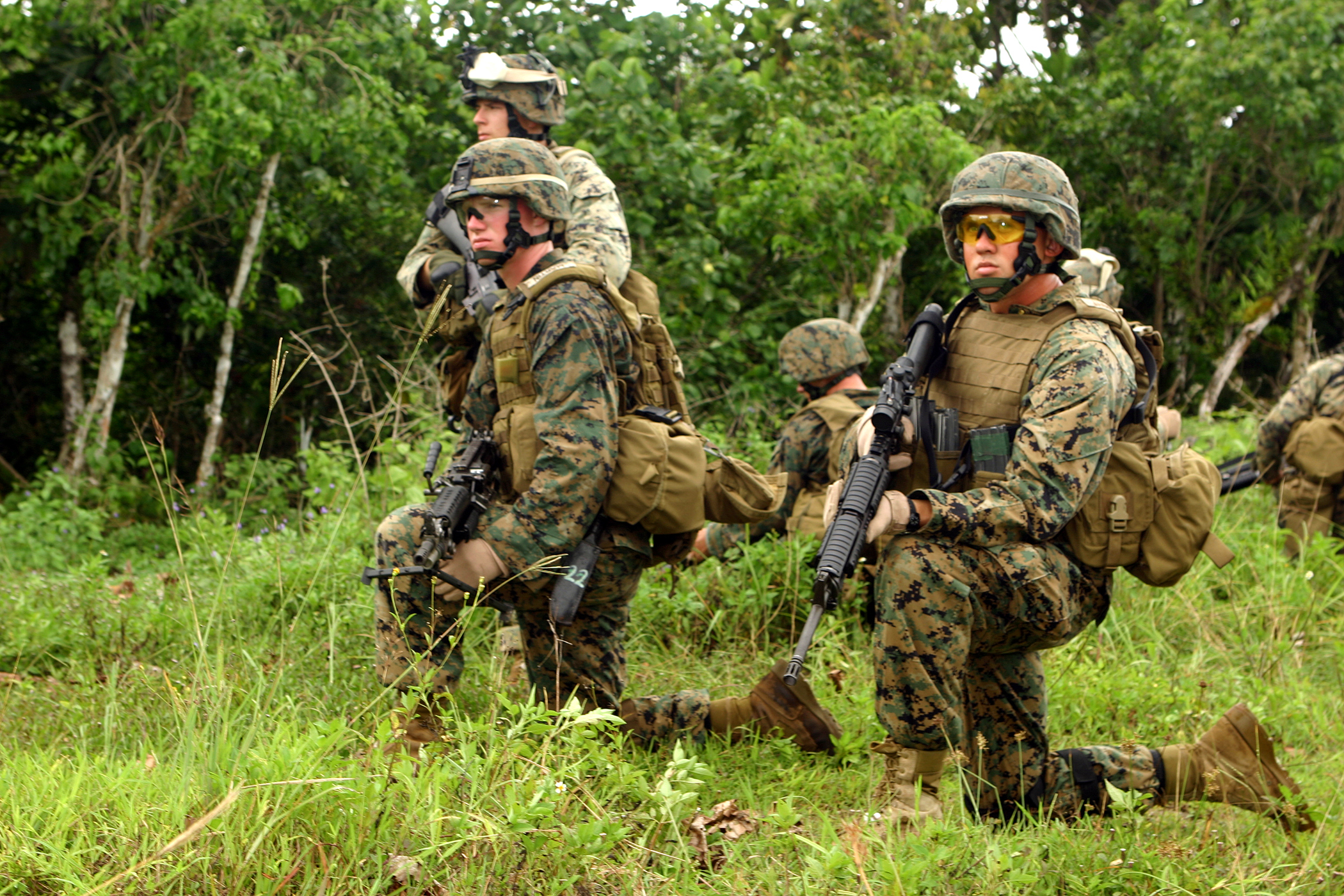
Una squadra di sicurezza della 31st Marine Expeditionary Unit's Maritime Special Purpose Force costituisce un "posto di osservazione ed ascolto" nel corso dell'esercitazione Training in an Urban Environment Exercise (TRUEX), 8 agosto 2006.

Una vera unità SR ha capacità che vanno oltre la LRS. Le unità SR tendono ad essere meglio armate, visto che debbono difendersi se sono scoperte, quanto meno per dare alla componente tattico-logistica preposta alla loro esfiltrazione il tempo necessario per intervenire. Se avessero operato contro la NATO, si suppone che le unità sovietiche di Spetsnaz sarebbero passate all'azione diretta (DA) contro qualsiasi sistema di arma nucleare che avessero incontrato. Durante la Guerra del Golfo, unità SAS inglesi e delle United States Army Special Forces furono inviate a localizzare batterie di Scud iracheni, originariamente per dirigere gli attacchi aerei su detti obiettivi. Per un ritardo nel programmato intervento del supporto aereo, tuttavia, le pattuglie finirono per attaccare direttamente gli elementi vitali del sistema SCUD con le armi e gli esplosivi di cui erano dotate.
Anche se vi sono degli ovvi rischi connessi in tale scelta, le unità addestrate alla SR possono agire senza uniformi. Possono impiegare motociclette, veicoli a trazione integrale, complessi supporti elicotteristici, come anche possedere speciali abilità alpinistiche o subacquee. La maggior parte delle unità SR è addestrata ad un impiego molto tecnico degli elicotteri, ed ha quanto meno una preparazione paracadutistica generica; alcuni reparti SR hanno un addestramento paracadutistico avanzato di tipo HAHO o HALO.
Le unità SR avranno di regola maggiori dotazioni di supporto organico, tra cui strumenti di comunicazione a lungo raggio, eventualmente anche per SIGINT e TECHINT, e di solito almeno un elemento con competenze mediche in grado di prestazioni che vadano al di là del primo soccorso.
Tutte le organizzazioni SR hanno ruoli di special operations, che spesso comprendono specialisti SR. Alcune organizzazioni sono focalizzate sull'operatività in aree critiche sotto il profilo NBC.
Dato che la SR è condotta da forze militari, e la ricognizione è un compito militare fondamentale, c'è da chiedersi in cosa risiedano le caratteristiche che rendono "speciale" una missione ricognitiva. Ebbene, vi sono due aspetti: i mezzi impiegati per operare nell'area richiesta, e la natura della missione. Nella dottrina militare statunitense, ci sono cinque fattori, ciascuno bisognevole di elaborazione:
1. Distanze fisiche. L'area di operazioni dev'essere ben oltre la prima linea del proprio schieramento, e deve postulare speciali abilità per poter essere raggiunta.
2. Considerazioni politiche. Può essere richiesta anche l'infiltrazione clandestina. Se vi è l'esigenza di cooperare con personale locale, la conoscenza delle lingue e la consapevolezza politica possono essere decisive.
3. Indeterminabilità a priori delle abilità e delle conoscenze (di volta in volta) richieste. Forse l'unico — elementare, indefettibile — requisito per fare SR è l'attitudine a sottrarsi all'osservazione avversaria, il che peraltro può esigere speciali abilità od equipaggiamenti. Ma, fatto salvo questo "minimo comun denominatore", se l'esigenza è la raccolta di intelligence, la perizia attesa negli operatori può spaziare dalle tecniche più progredite di fotografia, alla capacità di gestire sensori a distanza, solo per fare due esempi.
4. Capacità offensive. Ci si riferisce, di solito, alla necessità di rimanere occulti, all'occorrenza anche contro un avversario dalle sofisticate potenzialità intelligence. Queste doti possono essere intrinseche alla forza in campo, come anche provenire da un paese terzo che ne appoggi l'azione.
5. Missioni prolungate di forze speciali. È il concetto di preparare altre funzioni, quali le operazioni di guerra non convenzionale (UW, Unconventional Warfare), ossia guerriglia, o quelle di Foreign Internal Defense[19] (FID)[20] ovvero controguerriglia.

## Missioni SR appropriate
Prima d'intraprendere una missione, è sempre necessario interrogarsi su cosa ci spinga concretamente a farlo. I tipi di forze speciali che possono praticare la SR sono qualificati per svariate funzioni, ed una missione SR, piuttosto ragionevolmente, può ben costituire la premessa informativa ad altre funzioni, come la "controinsorgenza" (FID), la DA come l'incursione portata da forze più consistenti, e così via. In senso ampio, tutte queste attività sono connesse all'intelligence.
Un'altra classe di missioni riguarda la localizzazione di bersagli, e la conseguente programmazione, direzione e valutazione dei relativi attacchi.
Le due tipologie di massima delle missioni SR
L'analisi dei bersagli può essere tassonomicamente ambigua. Se gli attacchi aerei o missilistici debbono essere compiuti quando la squadra SR abbia lasciato l'area di operazioni, la missione SR è eminentemente una componente intelligence, ma se gli attacchi devono al contrario eseguirsi alla presenza in situ della squadra SR — che magari si preoccupa d'indicare le correzioni di tiro del caso — incaricata della valutazione del risultato post-attacco, in tale seconda ipotesi la missione SR è prevalentemente connessa ed integrata all'azione di fuoco vera e propria (l'aspetto operativo prevale su quello informativo).

### Missioni connesse all'intelligence
Ogni missione SR raccoglierà intelligence, anche solo marginalmente. Le squadre SR professionali dovranno, prima d'iniziare una missione, studiare tutte le informazioni disponibili e rilevanti sull'area di operazioni (AO). Nel corso della missione, confermeranno il materiale informativo incerto che si rivela veritiero, correggeranno le informazioni non accurate, smentiranno le informazioni inesatte.
Giudizi valutativi di questo tipo, sia ad opera di squadre-studio di SR clandestine sia palesi, sono un prerequisito di altre missioni special operations, come le già ricordate UW e FID. Prima di intraprendere DA o controterrorismo, la ricognizione sarà di regola clandestina.

#### Ricognizione idrografica, meteorologica e geografica
Talora i pianificatori di missioni possono non avere le informazioni decisive per sapere se una data forza (militare) possa muovere lungo la direttrice prescelta.
Le squadre SR possono avere l'incarico di risolvere problemi riguardanti la praticabilità o la guadabilità, oppure di localizzare ostacoli o barriere.
Esistono sensori MASINT per la maggior parte di queste esigenze. La squadra SR può collocare strumentazione meteorologica controllata a distanza.
Sono agevolmente disponibili apparecchi portatili per determinare profondità e caratteristiche del fondale di uno specchio d'acqua; ne esistono sia di tipo commerciale, concepiti per l'esercizio della pesca, sia di tipo militare, più sofisticati ed adatti alle esigenze delle operazioni della marina da guerra.

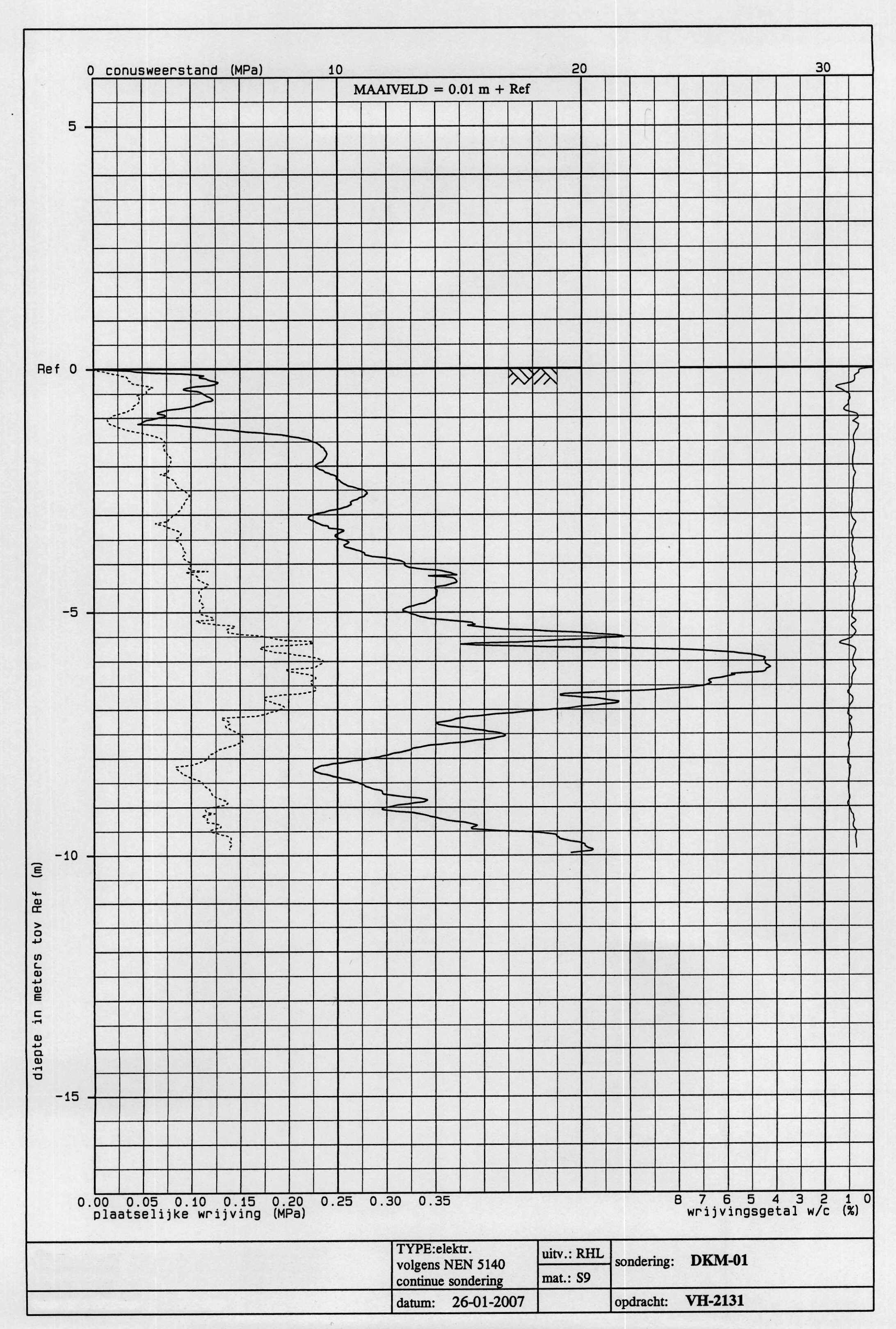
Grafico illustrante il risultato di un Cone Penetration Test.

Benché esistano sensori MASINT con visione a distanza per determinare la praticabilità veicolare di una spiaggia, si tratta ancora di congegni sperimentali. A volte occorre la semplice osservazione, oppure l'uso di un penetrometro (Cone Penetration Test), ma naturalmente sono attività da praticare sul posto reale, e non in qualche postazione ipertecnologica sita a conveniente distanza di sicurezza; è un lavoro da affidare a reparti SR di marina militare, quali i già ricordati United States Navy SEALs o Special Boat Service (britannico).
La ricognizione di spiagge ed acque basse nell'immediata imminenza di un'operazione anfibia costituisce appoggio diretto all'invasione, ed esula dalla SR. Quest'ultima deve viceversa determinare se una data spiaggia sia astrattamente idonea ad un ipotetico sbarco assai prima che sia adottata la decisione operativa di invadere.
Non sempre è così facile distinguere la SR dall'azione diretta (DA) a sostegno delle operazioni anfibie. Quando si conquista un'isola remota, è prioritario impiegarla sia come base di sorveglianza, sia per le funzioni di appoggio. Un precoce esempio storico è ravvisabile nell'attacco preliminare condotto da elementi della 77th Sustainment Brigade, un anticipo della battaglia di Okinawa, ed un'operazione su vasta scala, secondo gli standard SR. Ancor più tipica di questa commistione SR/DA è l'Operazione Trudy Jackson: la cattura — prima della battaglia di Inchon (Guerra di Corea) — della bocca di porto nell'isola di Yonghung-do, un'operazione condotta da una squadra mista CIA/militari agli ordini del tenente di marina Eugene Clark. Costui sembra aver condotto nella Guerra di Corea numerose operazioni SR e DA, alcune delle quali potrebbero essere tuttora "classificate".

#### IMINT

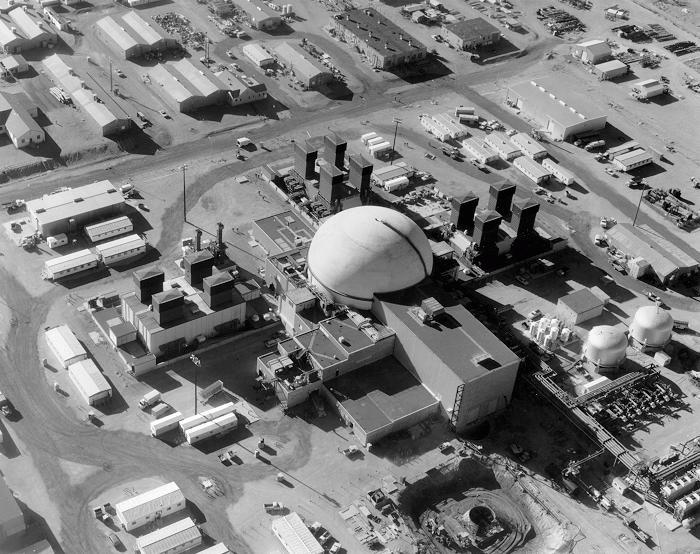
Un esempio di IMINT. Foto aerea del Fast Flux Test Facility,United States Department of Energy, Hanford Site, Washington.

La tecnica fotografica ordinaria e la capacità di eseguire schizzi dal vero sono requisiti tecnici comuni per il personale impiegato nella SR. Tecniche fotografiche più spinte possono richiedere un ulteriore addestramento degli operatori, ovvero il loro affiancamento con specialisti, se del caso.
La disponibilità di leggerissimi Unmanned Aerial Vehicles (UAV) con attitudine all'acquisizione d'immagini, e alla raccolta di intelligence in genere, è potenzialmente una risorsa per la SR, poiché gli UAV di piccole dimensioni sono poco esposti all'osservazione avversaria. Anche in questo caso, possiamo sia avere membri dell'organizzazione SR addestrati specificamente per l'impiego degli UAV, oppure l'affiancamento di tecnici esterni nel reparto SR.

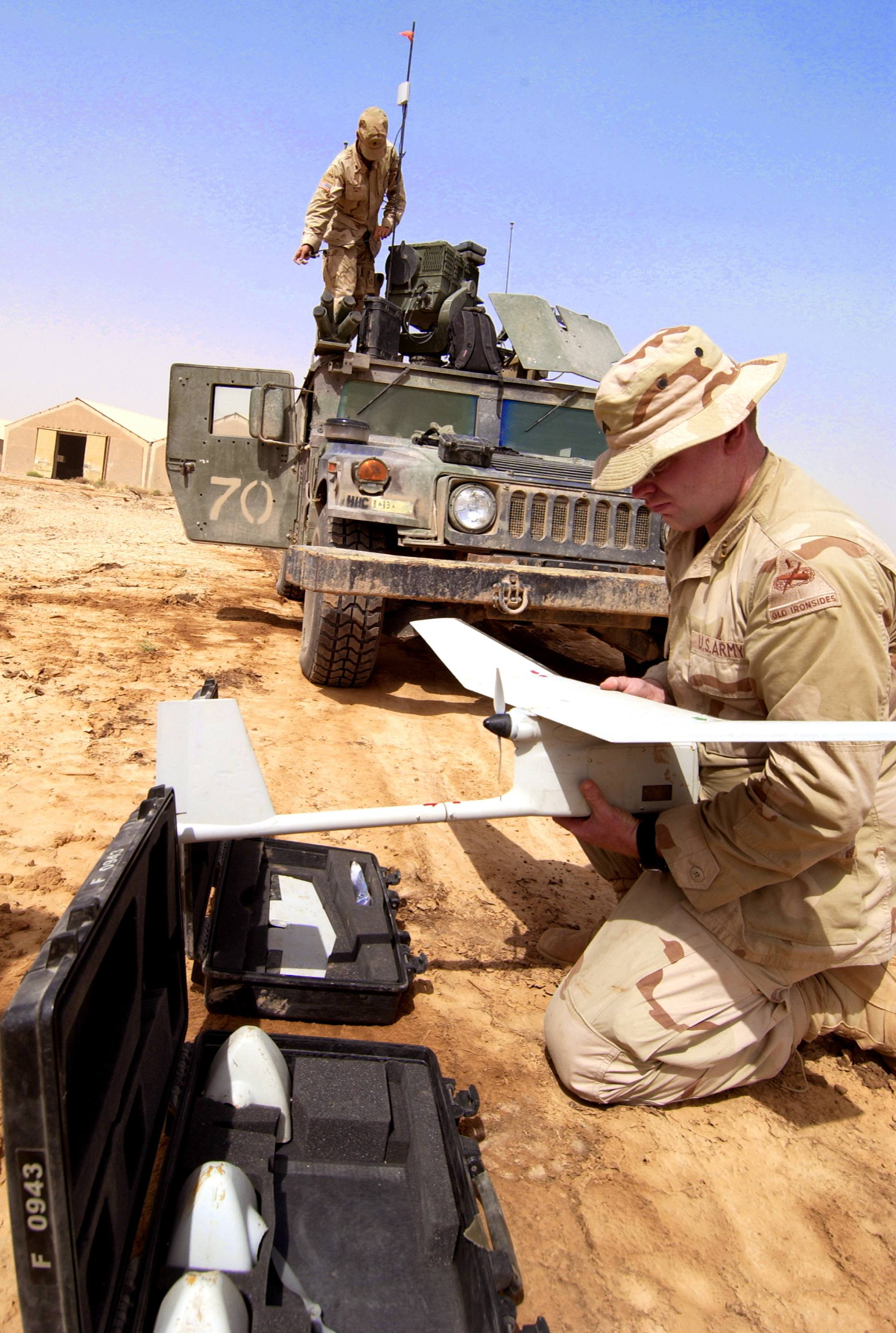
Iraq, 21 giugno 2005. Militari USA preparano un piccolo UAV di tipo RQ-11 Raven.

A seconda del tipo di UAV, può essere un apparecchio che trasmette quel che "vede", usando uno o più sensori, o alla squadra SR, o ad un centro di comando preposto alla supervisione. Nel ventaglio dei possibili sensori, non mancano quelli — stabilizzati — adatti alla fotografia potentemente ingrandita, così come quelli per le immagini televisivi anche in condizioni di semioscurità, dispositivi termografici, e radar per l'acquisizione d'immagini.
I più grandi UAV, che potrebbero essere sotto il controllo operativo della squadra SR, potrebbero usare sensori aggiuntivi, tra cui
sistemi portatili acustici ed elettro-ottici.

#### SIGINT e guerra elettronica (EW)
Quando vi sia un'esigenza di SIGINT al suolo e molto in profondità oltre le linee nemiche, è possibile che un buon reparto SR venga coadiuvato da un adeguato nucleo di tecnici di tale disciplina. Per le operazioni SIGINT, l'integrazione ordinaria degli US Marines alla  Marine Force Reconnaissance (Force Recon) è una squadra di sei membri del Radio Reconnaissance Platoon. C'è un plotone SIGINT nella Intelligence Company del nuovo Marine Special Operations Support Group.
Le Army Special Forces hanno il Support Operations Team-Alpha che può operare con una squadra delle forze speciali (SF) o indipendentemente. Si tratta di una squadra di raccolta di basso livello, che tipicamente impiega quattro persone. Il loro equipaggiamento principale è lo AN/PRD-13 SOF SIGINT Manpack System (SSMS), con funzioni comprendenti la capacità di trovare direzioni da 2 MHz a 2 GHz, e di monitoraggio da 1 a 1400 MHz.
Il britannico 18 (UKSF) Signals Regiment fornisce personale SIGINT, tra cui elementi già appartenenti al (SAS) Signals Squadron e SBS Signals Squadron per garantire specialisti SIGINT, comunicazioni sicure, ed integrazioni information technology ai reparti operativi. È probabile che operino in ruoli di controterrorismo in Iraq nell'unità congiunta UK/US TASK FORCE BLACK.
Se l'unità ha bisogno di condurre guerra elettronica offensiva, la clandestinità esige che, come minimo, tutti gli apparecchi ECM siano comandati a distanza, o dalla forza SR o, preferibilmente, da personale specializzato nel controllo a distanza dopo che la squadra SR ha lasciato l'area.

#### MASINT e sorveglianza a distanza
I sensori passivi MASINT possono essere usati tatticamente dalla missione SR. Il personale SR può anche collocare sensori MASINT senza "operatore umano", come rivelatori di truppe o veicoli a funzionamento sismico, magnetico o di altro genere, destinati ad essere attivati in un momento successivo, talché la trasmissione dei dati relativi non interferisca con la clandestinità che tipicamente accompagna le missioni SR. Il telerilevamento, nel senso più ampio, iniziò con le operazioni americane contro i laotiani nell'ambito della questione Sentiero di Ho Chi Minh nel 1961. Sotto la direzione della CIA, elementi laotiani furono addestrati ad osservare e fotografare il traffico sul Sentiero.
Questo produsse risultati piuttosto limitati, e, nel 1964, il Progetto LEAPING LENA paracadutò squadre di montagnards vietnamiti guidati da forze speciali della stessa nazionalità.
I risultati assai scarsi ottenuti anche dal piano LEAPING LENA provocarono due cambiamenti. Primo, le squadre SR guidate da militari USA, nell'ambito del progetto DELTA, inviate in contingenti più grandi, sempre a guida USA. Secondo, queste squadre dell'esercito lavorarono in sinergia con personale Forward Air Control (FAC) dell'USAF, di enorme efficacia nel dirigere gli attacchi dei bombardieri ad alta velocità (Operazione BARREL ROLL nel Laos settentrionale e Operazione STEEL TIGER).

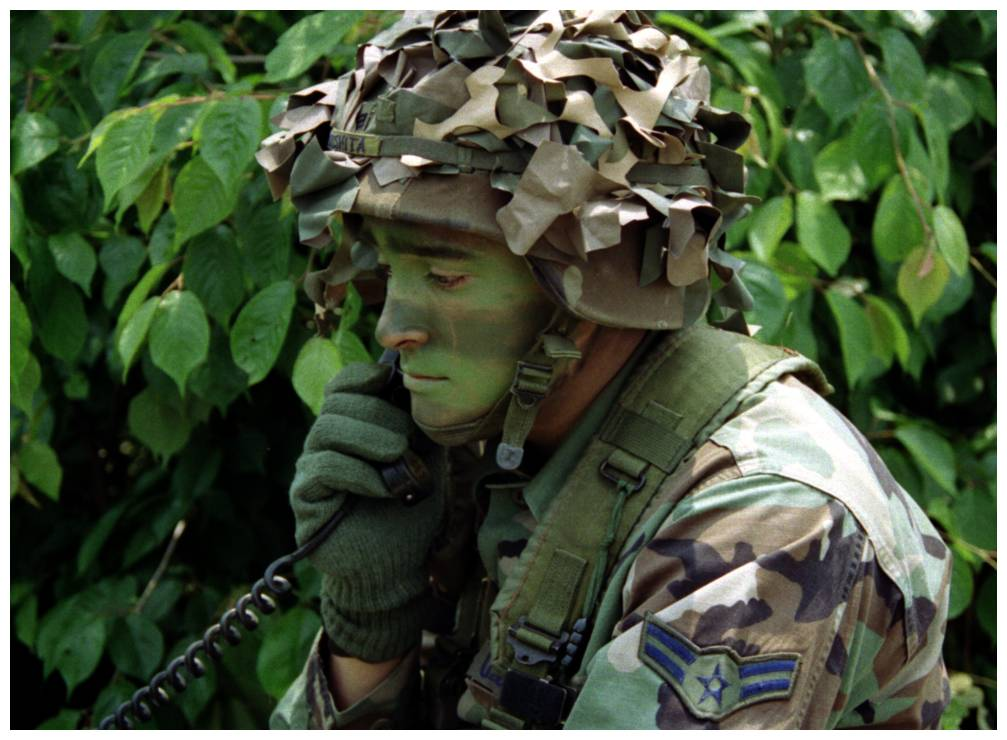
U.S. Air Force Tactical Air Controller (Corea del Sud, giugno 2003.)

Laddove i tecnici FAC furono di immediato giovamento, la cooperazione aria-terra migliorò significativamente con l'uso di tele-rilevatori geofisici MASINT, anche se storicamente è giusto osservare come il termine MASINT non fosse ancora stato coniato.
I sensori originali, remoti antenati delle tecnologie odierne, iniziarono con quelli "aerei" nell'Operazione Igloo White, in particolare con i sensori acustici Acoubuoy e Spikebuoy.
Questi ultimi "colloquiavano" con gli aerei preposti all'ascolto dei segnali, che al loro volta trasmettevano i dati ad un centro elaborazione in Thailandia, e finalmente l'informazione operativa era resa disponibile alle squadre DELTA.
Più vicini ai sensori piazzati da squadre SR ai nostri giorni erano i Mini-Seismic Intrusion Detector (MINISID), che, a differenza di altri sensori impiegati sul Sentiero, erano progettati specificamente per essere deposti a mano. Il MINISID, come la sua versione più piccola MICROSID, era un dispositivo di rilevamento personale che veniva spesso usato in combinazione con il rilevatore magnetico d'intrusione (MAGID). Siffatta combinazione di sensori migliorava l'attitudine dei singoli dispositivi a riconoscere i diversi obiettivi, che si presentavano in una varietà di modi, ed al contempo riduceva la frequenza di falsi allarmi.
Al giorno d'oggi – con lo AN/GSQ-187 Improved Remote Battlefield Sensor System (I-REMBASS), un sensore passivo che assieme ad altri dispositivi MASINT individua veicoli e truppe sul campo di battaglia, – i sensori MASINT geofisici combinano diverse modalità per concentrare l'attenzione su obiettivi effettivi. Sarà una prassi comunemente seguita dalle unità SR il collocamento di tali sensori sia per la sorveglianza locale interfacciata con centri di analisi dei dati presso comandi remoti, sia anche come miglioria in fatto di trappolamenti ed altri sistemi speditivi di allarme per la pattuglia.
I sensori acustici passivi forniscono rilevazioni aggiuntive che possono essere confrontate con le tracce, ed usate per integrare le risultanze di altri sensori. Per ipotesi, un radar geosismico può non essere in grado di discriminare un carro armato da un camion che si sposta alla medesima velocità. L'analisi del rilevamento acustico, tuttavia, può rapidamente distinguere i due bersagli descritti nell'esempio.

#### TECHINT
La cattura di equipaggiamento nemico per l'analisi TECHINT è una missione SR essenziale. La cattura di equipaggiamento nemico per l'esame da parte di specialisti TECHINT può essere una parte principale di pattuglie SR e di incursioni più vaste, come l'Operazione Biting (Seconda guerra mondiale), un raid su Saint-Jouin-Bruneval (Francia) per catturare un radar Würzburg tedesco. Nell'occasione fu catturato anche un tecnico tedesco.

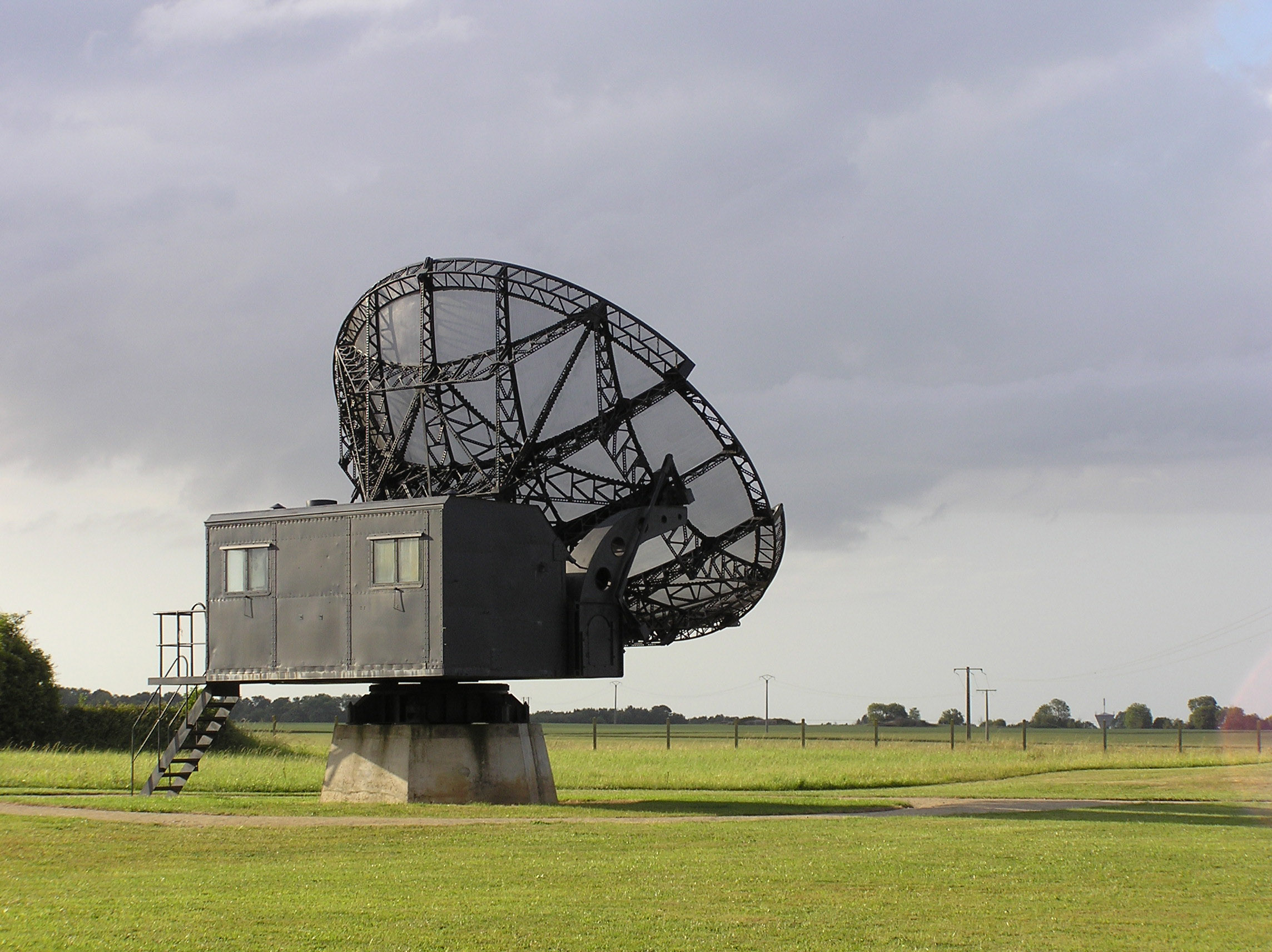
Un radar tedesco Würzburg Riese a Douvres-la-Délivrande, Calvados (Francia).

Come spesso avviene, era stato incorporato nell'unità SR uno specialista tecnico: un operatore radar esperto, nella persona del Flight Sergeant C.W.H. Cox. È successo parecchie volte che specialisti tecnici senza addestramento SR — alcuni dei quali al "battesimo dell'aria" quali paracadutisti — siano stati aggregati a missioni con orientamento TECHINT.
Cox disse agli operativi che cosa prendere, e quali parti intrasportabili fotografare. Cox aveva una vasta conoscenza sui radar inglesi, e secondo alcune voci non confermate i suoi compagni d'avventura avrebbero avuto la consegna di ucciderlo piuttosto che permetterne la cattura. Un'altra diceria del "dopo-azione" insinuava, atteso che Cox era più che altro un tecnico, che il vero super-esperto di radar (la cui cattura non poteva neppure essere ammessa per ipotesi) fosse Don Preist, che se ne rimase lontano dal campo di azione, anche se in contatto radio con gli incursori. Preist aveva anche apparecchiature ELINT per acquisire informazioni sul radar.
L'aver dato notorietà a questa operazione ebbe un risvolto favorevole per il morale britannico, ma non fu una scelta avveduta sul piano della sicurezza militare. Se il commando avesse distrutto il sito, ritirandosi poi "in sordina", i tedeschi avrebbero magari coltivato il sospetto (ma non un convincimento assodato) su quale tecnologia fosse stata compromessa. Di conseguenza, la Germania rinforzò i propri siti radar, e dal canto loro gli inglesi stessi – presa coscienza del fatto che potevano a loro volta essere bersaglio di analoghi colpi di mano – spostarono i loro centri di ricerca radaristica (Telecommunications Research Establishment) in zone molto più riparate nell'entroterra.
Una miscela di SR, DA, ed opportunità di cattura caratterizzò l'Operazione Rooster 53, originariamente concepita come missione per localizzare e neutralizzare un radar, poi trasformatasi in un'occasione per catturare il radar de quo e — "esfiltrando" su elicotteri stipati all'inverosimile — riportare il radar medesimo agli analisti di TECHINT elettronica. Si trattò di una missione (Guerra d'attrito, dicembre 1969) compiuta dal reparto SR israeliano (nominato in proemio di questa voce) Sayeret Matkal.

#### Raccolta di dati specifici
Alle unità SR può essere demandato di osservare e misurare uno specifico sito oppure di acquisire informazioni su un'installazione nemica, in modo analogo a quel che si fa per guidare un attacco sui medesimi obiettivi, ma in questo caso per operazioni terrestri, invece che per l'annientamento con azione di fuoco. Per esempio, le forze ordinarie potrebbero aver bisogno di una prospezione su un ponte (e relative vie di comunicazione) per conoscerne la praticabilità con i mezzi pesanti. L'unità SR può avere le competenze per ottenere tale informazione attraverso osservazione, fotografia e misurazioni in genere, oppure può aver bisogno di incorporare temporaneamente uno specialista d'ingegneria, preferibilmente tratto da qualche organizzazione di forze speciali.
I comandanti SR debbono accertarsi in modo rigoroso che missioni di questo tipo non possano essere svolte da elementi di ricognizione ordinaria o altri elementi comunque organici alla forza di manovra che richiede l'assistenza dell'organizzazione SR, e lo stesso dicasi per altri servizi aggiuntivi di ricognizione, come l'IMINT.
Per esempio, durante la Guerra delle Falklands (1982), il SAS britannico inviò, impiegando elicotteri, otto pattuglie di quattro uomini in profondità nel territorio nemico (fino a 30 km dalle proprie basi nascoste) diverse settimane prima degli sbarchi che sarebbero stati compiuti dalle forze convenzionali. Considerate le difficoltà di rifornimento, ciascun uomo portava al seguito quanto gli serviva per 25 giorni o più. Le pattuglie osservavano i centri principali di attività nemica. In particolare, svolgevano la ricognizione nottetempo, e alle luci dell'alba, per l'assenza di valide coperture, si trasferivano in posti do osservazione (OP) distanti.
Le informazioni così raccolte erano rimandate alla flotta per mezzo della cosiddetta "radio sicura", a quel tempo vulnerabile dalla SIGINT, la quale era pertanto in condizione di localizzare i predetti OP. Non esisteva una linea canonica riguardo al rischio della radiolocalizzazione argentina, cosicché le diverse squadre escogitarono soluzioni personalizzate. Tanto la pregnanza delle informazioni quanto la pressione sulle squadre SR erano elevatissime. Le azioni di tali squadre erano un aspetto per la forza di spedizione, che altrimenti avrebbe dovuto fare assegnamento esclusivo sui propri sensori, ed invece poteva godere di un quadro operativo completo del nemico.

### Missioni connesse all'azione di fuoco
A differenza delle truppe LRS, le unità SR hanno effettivamente le capacità di aggredire gli obiettivi che la sorte pone sul loro cammino, ma la dottrina attuale raccomanda vivamente che esse si sottraggano, per quanto possibile, allo scontro diretto, privilegiando invece il ruolo di direzione degli attacchi dal cielo — ossia l'attacco aria-terra di precisione assistito dal suolo (GAPS) ed anche il supporto aerotattico (CAS) — ed altro sostegno ad azione di fuoco con armi pesanti sui bersagli. La dottrina di concentrare una potenza di fuoco sempre più potente e precisa, tuttavia, ha avuto un'evoluzione assai significativa a partire dai primi giorni del Vietnam.
Le unità SR sono addestrate all'analisi dell'obiettivo, che richiede sia contributi tecnico-scientifici sia di tipo special forces per il successivo attacco nella forma di:
- azione di fuoco di sistemi d'arma pesanti,
- impiego di unità convenzionali,
- operazioni speciali (le già ricordate "azione diretta" — DA — e la "guerra non convenzionale" — UW — condotte dietro le linee nemiche).

La valutazione degli obiettivi è condotta secondo l'acronimo mnemonico "CARVER":
- Criticità — quanto è importante, in un contesto strategico, il bersaglio? Quale effetto avrà la sua distruzione sugli altri elementi del sistema-bersaglio? È più importante avere una sorveglianza in tempo reale del bersaglio (ad esempio, un'intersezione viaria) piuttosto che la sua distruzione fisica?
- Accessibilità — può una squadra SR raggiungere o agganciare con sensori il bersaglio, mantenerlo sotto sorveglianza per il tempo opportuno e poi esfiltrare dopo che il bersaglio è stato colpito?
- Recuperabilità — una volta il bersaglio sia stato distrutto dal fuoco di armi più potenti o dall'azione diretta, nel caso di missioni DA, può il nemico ripararlo, sostituirlo, scavalcarlo velocemente, e con un impiego di risorse minimo? Se la risposta è sì, forse è un bersaglio da scartare.
- Vulnerabilità — le unità SR (in sinergia con quelle DA ed il supporto tattico) hanno l'attitudine a distruggere il bersaglio?
- Effetto — al di là del pure effetto militare quali sono gli effetti politici, economici, legali e psicologici della distruzione del bersaglio? Come influenzerebbe i civili locali l'attacco?
- Ricognizione (possibilità pratica della medesima) — può il bersaglio essere oggetto di efficace ricognizione, da parte delle forze SR e di attacco, nelle condizioni meteorologiche e d'illuminazione prevalenti e sul relativo terreno? Se ci sono dei punti critici nel bersaglio, possono essere individuati anche dai mezzi di distruzione usati.

#### Acquisizione del bersaglio
(Piaget, 1950)
Ci sono alcune differenze tra il processo generale di acquisizione del bersaglio e quello SR: le unità convenzionali identificano bersagli che si riflettono sul risultato delle loro missioni, mentre l'acquisizione in ambito SR comprende l'identificazione di dislocazioni o risorse nemiche di rilievo strategico per uno scopo molto più vasto. Come esempi di bersagli strategici difficili abbiamo già ricordato le infrastrutture e concentrazioni logistiche del Sentiero di Ho Chi Minh e la "caccia agli Scud" durante l'Operazione Tempesta nel Deserto (Guerra del Golfo).
Le unità SR scoprono, identificano e localizzano i bersagli da investire con sistemi d'attacco letali o non letali controllati dal quartier generale delle operazioni. Forniscono altresì informazioni su condizioni meteorologiche, fattori ostativi quali mimetizzazioni o mascheramenti del terreno, presenze amiche o civili nell'area di attacco, ed altre informazioni necessarie per l'attacco da parte di sistemi indipendenti.
Durante l'Operazione Tempesta nel Deserto, i due comandanti supremi, Colin Powell e Norman Schwarzkopf, erano in disaccordo sull'uso di truppe di terra per dare la caccia alle rampe SCUD mobili irachene. Di fronte alle insistenze di Israele che intendeva inviare le proprie squadre SOF nell'Iraq occidentale, ed alla constatazione che il SAS inglese stava già ricercando gli SCUD, il Segretario di Stato Dick Cheney propose di usare le squadre SR americane in affiancamento al SAS. L'ufficiale inglese più alto in grado nella coalizione, Peter de la Billiere, era lui stesso un ex comandante SAS, ed ovviamente favorevole all'impiego del suo vecchio corpo. Mentre Schwarzkopf era notoriamente contrario in via generale alla soluzione SOF, Cheney era fautore dell'uso delle SOF USA per ricercare le rampe degli SCUD.

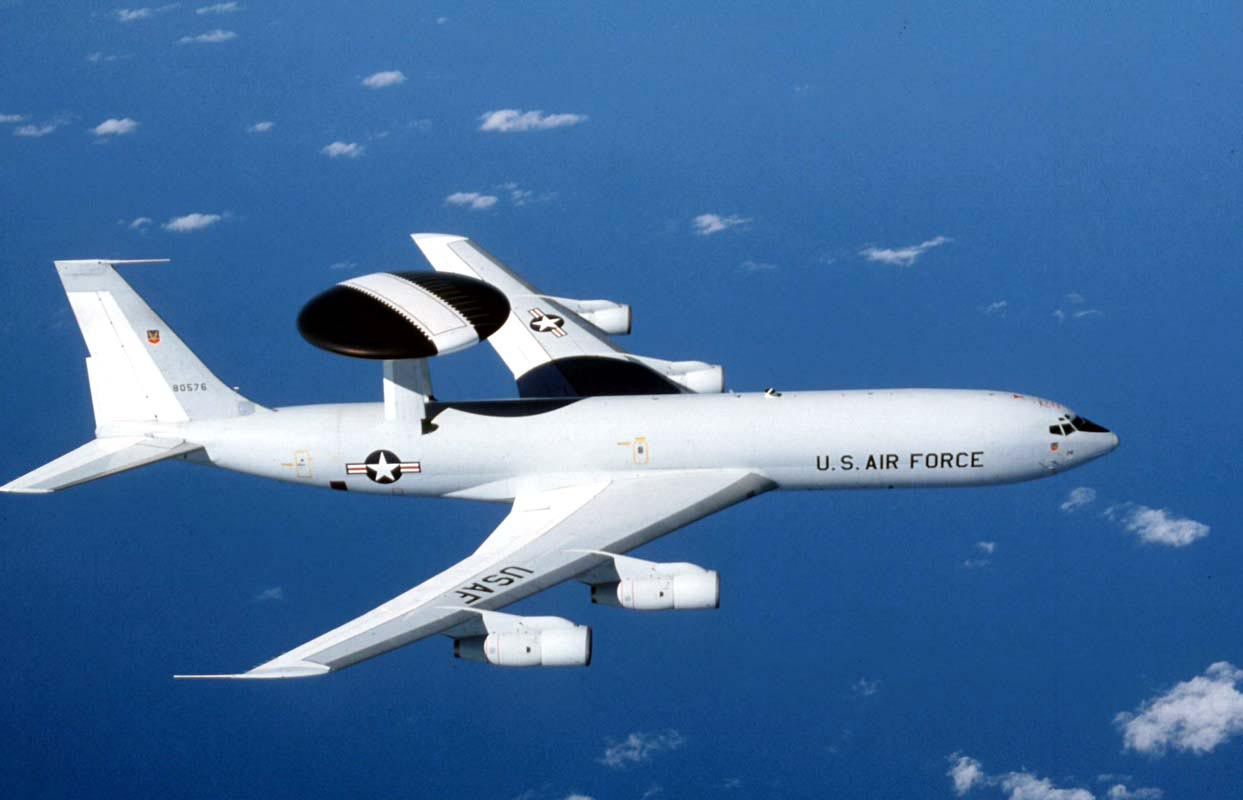
Un E-3 Sentry in missione AWACS.

Il 7 febbraio, le squadre SR americane si unirono alle corrispondenti unità britanniche per dare la caccia agli SCUD mobili. Le fonti di pubblico dominio offrono notizie relativamente scarse sulle operazioni SOF nell'Iraq occidentale. Qualche elemento essenziale è comunque trapelato. Agendo nottetempo, elicotteri MH-53J Pave Low dell'aeronautica e MH-47E dell'esercito avrebbero trasferito le squadre SOF terrestri con i loro veicoli speciali a trazione integrale dalle basi in Arabia Saudita all'Iraq.
Il personale SOF avrebbe pattugliato durante la notte, nascondendosi durante il giorno. Scoperti i bersagli, le squadre Air Force Combat Control al seguito delle squadre terrestri avrebbero comunicato i dati acquisiti — adoperando trasmittenti criptate — agli AWACS disponibili a quell'epoca.

#### Direzione del supporto di fuoco
Guardando retrospettivamente all'esperienza in Vietnam, si conclude che gli operatori SR risultavano assai più decisivi quando dirigevano il fuoco di un sistema d'arma esterno (ad esempio: aviazione), piuttosto che nell'impegnarlo direttamente con i mezzi di cui era pur provvisto il reparto di appartenenza. Le prime prove di coordinazione tra SR e supporto aerotattico in Vietnam facevano esclusivo affidamento sulle comunicazioni visive e vocali, e l'elettronica non aveva ancora fornito un particolare contributo per affinare la precisione dell'intervento. Le squadre SR potevano lanciare razzi colorati per inviare un segnale visivo, ma per far ciò dovevano trovarsi pericolosamente a tiro del nemico. Un piccolo miglioramento consisteva nell'indirizzare un aereo Forward Air Controller a sparare razzi da segnalazione sull'obiettivo, ma il metodo era sovente foriero di errori.
In Vietnam, il supporto di fuoco di solito era fornito da aerei, benché talora il bersaglio potesse essere alla portata dell'artiglieria. Oggi, la distanza a cui penetrano le squadre SR supera facilmente il raggio d'azione dell'artiglieria, ma possono ricevere supporto di fuoco da missili lanciati dal suolo. A seconda del caso, la guida del supporto deve fondarsi su uno dei due fondamentali parametri di guida:
- "vai al bersaglio" (Go-Onto-Target (GOT) ) per i bersagli in movimento;
- "vai all'ubicazione topografica" (Go-Onto-Location-in-Space (GOLIS) ) per i bersagli fissi.

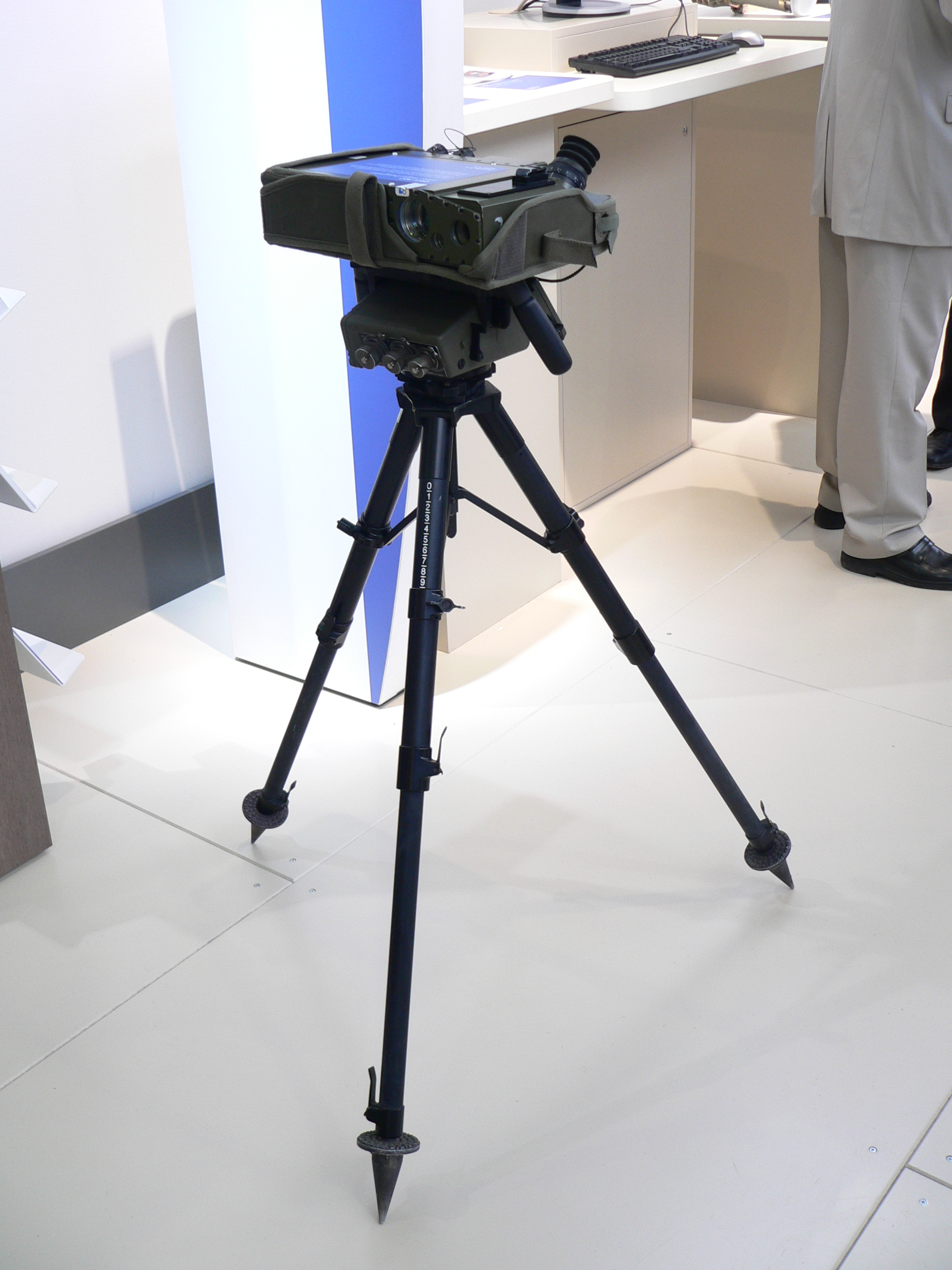
Telemetro laser DHY 307

Per il supporto aerotattico, la dottrina prevalente — attesa la rapidità con cui cambiano le situazioni tattiche, compresi gli scambi di posizione tra amici e nemici — indica la necessità del metodo GOT. In caso di attacco guidato dal suolo, in alternativa il bersaglio può essere "illuminato" con qualcosa che virtualmente incolla sul bersaglio una scritta "sono qui, colpiscimi", come ad esempio un telemetro laser.

#### GOLIS non presidiata
Un'alternativa, assai meno preferibile poiché molto più incline a cagionare errori, era fissare sul terreno un punto di riferimento che "dicesse" all'arma da utilizzare "colpisci qui dove mi trovo". Una bomba fumogena, in effetti, era un punto di riferimento, ma impreciso per un osservatore in quota.
Fari non presidiati funzionano ragionevolmente bene per elicotteri da attacco e "cannoniere volanti" (per esempio il Lockheed AC-130 Spectre), e per lanci di bombe da cacciabombardieri. Non è un metodo preciso come la direzione del fuoco praticata dalla prima linea, ma — specie di notte o quando le condizioni meteorologiche condizionano la visibilità — può essere l'unica via percorribile. I fari non presidiati, ed anche i riflettori passivi, possono essere usati per gli attacchi radar, anche se non si tratta di un sistema preciso come il radar. Le cannoniere volanti di regola eseguono più passaggi, mentre i controllori aerei che accompagnano la squadra SR forniscono le correzioni di tiro "a voce".
D'altro canto, e parallelamente, il fuoco diretto da remoto non è preciso come quello diretto "sul posto", di conseguenza vi si fa ricorso con avverse condizioni meteorologiche, quando il personale eventualmente operante sul terreno non avrebbe in ogni caso la possibilità di comunicare le correzioni di tiro "a voce". Come regola generale, quanto più breve è la distanza tra direzione del tiro e bersaglio, tanto maggiore ne risulta la precisione di esecuzione.
I primi tentativi in Afghanistan richiedevano ancora la comunicazione vocale per trasmettere ai bombardieri le coordinate di tiro.
Questo portò ad un incidente di fuoco amico, con tre morti nelle forze speciali e 19 feriti di altri corpi. Un air controller stava utilizzando un ricevitore GPS, le cui batterie andarono in avaria. Alla sostituzione delle batterie, l'apparecchio si riavviò mostrando la posizione del controller invece che quella del bersaglio. Tali coordinate arrivarono all'equipaggio di un B52 che non aveva modo di verificarne l'erroneità. La JDAM piombò con tragica precisione sulla posizione del malcapitato controller.

#### Attacco aria-terra di precisione assistito dal suolo: esperienza iniziale

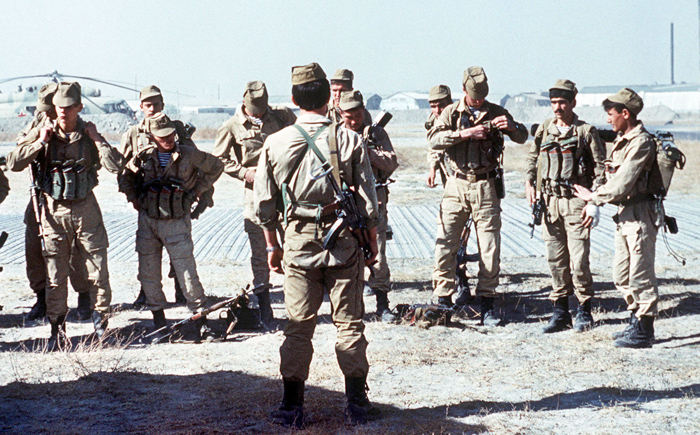
Afghanistan, 1988. Un gruppo spetsnaz sovietico si prepara per una missione.

Era stato per molto tempo ritenuto che il supporto aerotattico aveva bisogno di una segnalazione diretta del bersaglio da parte di un osservatore sul terreno o dal cielo, tipicamente con un laser. Un altro approccio era individuare il bersaglio in relazione ad un faro. Le squadre SR avevano avuto la capacità di usare designatori laser per il modello GOT, ma essi richiedevano che gli operatori stessero a portata di vista, sulla stessa linea del bersaglio, con grave rischio di essere colpiti a propria volta. Un altro modello, più preciso delle bombe fumogene, era collocare vicino al bersaglio un faro remoto radar o radio, ma le squadre SR dovevano sempre fare i conti con il problema di misurare accuratamente la distanza lineare ed angolare tra faro e bersaglio. Nella campagna dell'Afghanistan del 2001, fu adottata una nuova tecnica, sulla cui praticabilità si è cominciato a credere solo di recente: l'attacco aria-terra di precisione assistito dal suolo —  ground-aided precision strike (GAPS). Riguardo al mettere in pratica il GAPS, il maggior generale Daniel Leaf, USAF Director of Operational Requirements for Air and Space Operations, disse nel 2002: "Se dieci anni fa mi aveste offerto come soluzione di supporto aerotattico il B-1 con JDAM, avrei riso di cuore, perché non corrispondeva alla nostra visione di sviluppo."
All'inizio, per la triangolazione in Afghanistan le forze speciali usavano un apparecchio derivato da materiale comunemente in commercio, chiamato The Viper, che combinava un binocolo a ricerca laser Leica GeoSystems Viper (reperibile in commercio), con una bussola integrale ed un inclinometro, ma senza GPS.
Il Viper ha un'efficacia laser tra i 25 metri ed i 4 chilometri. L'apparecchio funziona con una batteria da macchina fotografica commerciale. Le forze speciali comunicavano via radio la loro posizione, quale veniva determinata da un GPS separato, e passava al bombardiere le coordinate — derivate dal Viper — relative a tale posizione. Le comunicazioni a voce non offrivano una piena consapevolezza della situazione a tutte le parti coinvolte.
Il generale Chuck Horner, comandante aereo della coalizione durante l'Operazione Desert Storm, paragonava tale soluzione al fornire ai fanti una "bomba a mano da 2000 libbre" (per esempio, una bomba guidata JDAM di pari stazza) da un bombardiere a lungo raggio che volteggia sulle loro teste.

#### GAPS avanzato
Nella dottrina aeronautica del GAPS, le squadre SR dell'esercito sono integrate dagli Air Force combat controllers. Mentre gli operatori SR dell'esercito possono richiedere il supporto di sistemi d'arma più potenti, gli Air Force combat controllers migliorarono la precisione nel richiedere gli attacchi aerei per ridurre la capacità di offesa del nemico e ridurre la resistenza terrestre nella battaglia della Balk Valley in Afganistan.
Il sistema Viper, tuttavia, permetteva le comunicazioni esclusivamente tra una sola squadra ed un solo aereo. Sistemi più progrediti consentono la network-centric warfare: la facoltà d'inviare l'aereo ideale per l'obiettivo, usando collegamenti con il Joint Tactical Information Distribution System, (JTIDS) specie la variante Link-16
che può mandare informazioni ai caccia ed ai terminali Army Enhanced Position-Location Reporting System (EPLRS).
L'attuale sistema integrato Modular Advance Reconnaissance System (MARS) combina il localizzatore a raggio laser Viper, un ricevitore GPS, e sistemi adeguati di visualizzazione e di elaborazione elettronica. Il controllore del terminale, nella procedura standard, trasmette le coordinate via radio agli aerei. Si stanno sviluppando sistemi che consentano una migliore conoscenza della situazione in tempo reale.

##### Sicurezza elementare nel supporto aerotattico (CAS)
Nel supporto di fuoco, l'aereo non ha bisogno solo di una posizione su cui distruggere il nemico. Nelle operazioni CAS ci saranno infatti sempre truppe "amiche" a stretto contatto con il nemico. Per bombardare il bersaglio ma non i propri uomini, l'equipaggio aereo deve essere in contatto vocale con il Tactical Air Control Party (TACP) che guida l'aereo sull'obiettivo appropriato. In altre parole, non basta determinare con il laser la posizione del bersaglio e passare questo dato all'equipaggio aereo dirigendo il GAPS. L'apparecchiatura MARS forniva all'aereo la posizione del bersaglio e del controllore del terminale su uno schermo a mappa mobile, con grande vantaggio per la comprensione della situazione istantanea. Tuttavia, dopo un incidente di "fuoco amico", divennero palesi le carenze nel processo di comunicazione al bombardiere dell'esatta posizione della squadra SR.
Per appoggiare il bombardiere nell'identificazione del bersaglio, il personale Air Force combat controller che integra la squadra SR poteva acquisire con il laser le caratteristiche salienti del terreno, oltre al bersaglio medesimo. Altre eventuali applicazioni di questa modalità di visione elettro-ottica potevano comprendere immagini del danno arrecato, "catturate" dopo l'attacco.

##### Riduzione degli incidenti da "fuoco amico"
L'incidente da fuoco amico — determinato da sostituzione della batteria e reinizializzazione del GPS che puntava di default non la posizione del bersaglio, ma quella della squadra SR — non era una fatalità inesorabile. Un più felice risultato si sarebbe potuto, infatti, ottenere se qualcuno — sul bombardiere, sull'aereo addetto al "comando & controllo", o presso un centro "remoto" di coordinamento delle operazioni — avesse avuto piena consapevolezza della situazione. Detta consapevolezza, nello specifico, implica l'assoluta padronanza di alcuni dati-chiave:
1. Posizioni, ed eventuale movimento, di tutte le forze amiche e dei civili nell'area
2. Posizioni, ed eventuale movimento, del bersaglio
3. Mezzi usati dal TACP[90] per identificare il bersaglio, precisione di tali mezzi, verifica a prova d'errore dell'identità del TACP
4. Un canale di comunicazione con il TACP, e con il bombardiere, se il controllo dell'attacco è responsabilità di un altro centro
5. Posizione istantanea, rotta e velocità di ogni velivolo preposto a portare l'attacco
6. Natura dell'arma o sistema d'arma di cui è pianificato l'impiego, corredata da informazioni sulla precisione con cui tali mezzi offensivi sono in grado di colpire.

Un'accurata consapevolezza della situazione richiede anche che sia minimizzato l'errore umano nell'imputazione dei dati. Quest'ultimo tipo di errori può effettivamente essere "espulso" dal sistema. Lo US Air Force Chief of Staff John P. Jumper era solito dire che è più vantaggioso che i dati affluiscano direttamente all'arma, e poi siano meramente confermati dall'uomo al termine dell'algoritmo operativo. L'inserimento manuale dei dati, specie nel cockpit, dovrebbe essere evitato per quanto possibile.
Un radar o altro faro elettronico, separato dal sistema di puntamento, soddisfa il primo requisito. Per esempio, gli USA stanno dotando le unità TACP di fari SMP-1000. Pesa circa mezzo chilo, ed il radar di un B-52 può rilevarlo da quasi 200 km con la precisione di 300 metri.
Un altro sistema, il Grenadier beyond line-of-sight reporting and tracking (BRAT) fornisce più informazioni del semplice faro, ma non è trasportabile da un essere umano. Una versione più piccola, il Minitransmitter—MTX—System, è in fase di sviluppo: non farà affidamento solo sul radar del bombardiere, ma avrà propri ricevitore GPS e trasmettitore radio per trasmettere coordinate, velocità, direzione e stato della missione all'aereo ed al TACP. Vi sono anche altri sviluppi lungo percorsi progettuali alternativi.

#### Ricognizione post-attacco
La ricognizione post-attacco consiste nella sorveglianza, visiva distante o ravvicinata, fotografica, e/o elettronica, di un punto specifico o una specifica area di rilievo operativo o strategico, che è stata oggetto di attacco (letale o non letale). Il suo scopo è misurare gli effetti dell'attività offensiva. Le unità SR se ne occupano in via residuale, quando la missione non può essere svolta altrimenti (forze di terra convenzionali, esploratori locali, aviazione, UAV, altri sistemi a disposizione del quartier generale, strutture d'intelligence di livello nazionale).

#### Mutamenti di dottrina causati dall'introduzione di nuove armi
La tecnologia JDAM ha portato una nuova dimensione nelle missioni GAPS. Sono necessarie delle modifiche delle regole d'ingaggio per consentire un uso con la massima estensione di questa potenzialità tecnica. Bombardieri ed altri aerei possono portare l'attacco JDAM precisamente su coordinate note indipendentemente dalle condizioni meteorologiche, a diversi chilometri di distanza dal bersaglio. Il controllore del terminale non avrà la possibilità di vedere l'aereo che esegue l'attacco. Per questi motivi è necessaria la revisione delle regole d'ingaggio per tenere il passo con le potenzialità e soprattutto i futuri sviluppi della tecnologia JDAM.
La decisione di spingere l'evoluzione di questo sistema alla pienezza dei suoi esiti virtuali ha sofferto un notevole ritardo. Se il GAPS è destinato alla maturazione, è intrinsecamente necessario disporre di mezzi efficienti per consentire all'aereo attaccante la sicura discriminazione delle forze terrestri amiche. È indispensabile un canale di comunicazione condiviso tra i vari servizi coinvolti nel gesto tattico sinergico. Non vi è altra strada per garantire la rarefazione degli incidenti da fuoco amico.

## Tecniche operative
La loro missione non è di impegnarsi in combattimento diretto. Può essere osservare e riferire, o può comprendere la direzione di tiro, in favore delle proprie aviazione o artiglieria. Anche nell'ultimo caso, l'unità SR tenta di non farsi scoprire: l'idea è che — ovviamente — il nemico sa di essere attaccato, ma non chi stia dirigendo il tiro contro di lui.
Benché sia raro, talvolta davvero un uomo da solo esegue una missione SR. Molto più sovente, la più piccola unità è uno sniper team formato da due persone (in gergo, lo sniper e lo spotter). Anche se la loro missione ordinaria è il tiro di precisione contro i nemici (personale e/o materiali), si tratta di elementi assai addestrati al mimetismo e all'osservazione, e pertanto sono senz'altro in grado di compiere missioni di pura ricognizione di breve durata. Lo US Marine Corps spesso distacca degli snipers teams presso unità da combattimento, al fine di costituire posti di osservazione occulti.
In ambito United States Marine Corps Force Reconnaissance, le missioni di tipo Greenside Operations sono quelle in cui il combattimento non è (programmaticamente) preventivato. Le operazioni SR delle US Army Special Forces si articolano su A detachments formati da 12 uomini, o su split A detachments formati a 6 uomini. Le analoghe azioni dello Special Air Service britannico hanno il loro nerbo in unità di quattro uomini.

### Infiltrazione

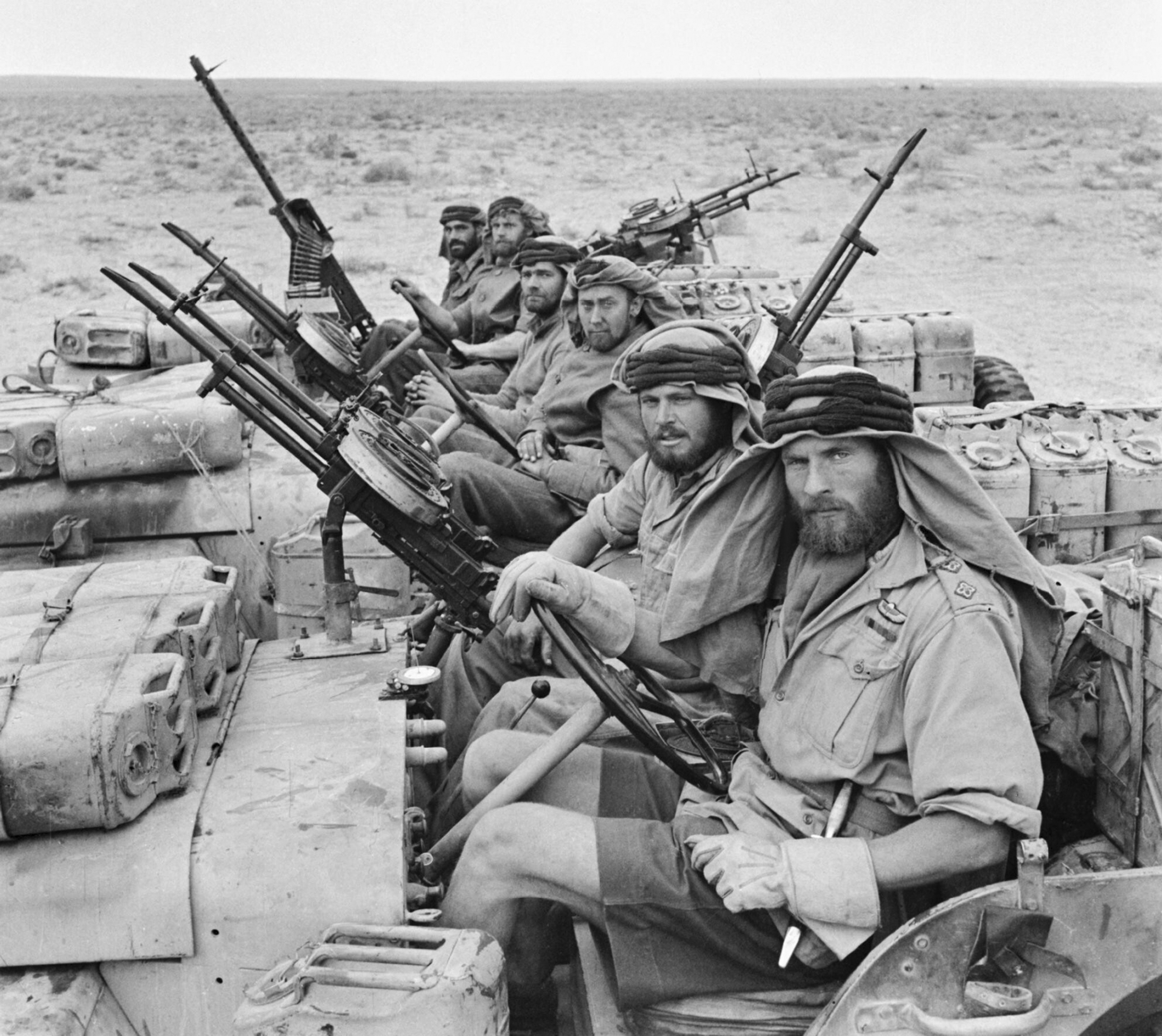
Gennaio 1943, Nord-Africa. Pattuglie di ricognitori dello Special Air Service a bordo di jeep armate.

A seconda dell'addestramento e delle risorse, le squadre SR possono entrare nell'area delle operazioni in molti modi. Vi è l'approccio stay-behind, in cui l'unità deliberatamente rimane nascosta in un'area, sperando di venir superata dall'avanzata nemica (infiltrandola "passivamente", per così dire, e operando poi alle sue spalle, oltre le linee). Un'altra tecnica è l'"infiltrazione a piedi", che può essere impiegata quando il nemico non abbia la piena visibilità delle sue linee. Un piccolo contingente di soldati ben addestrati può in tal caso azzardarsi di superare le proprie linee, penetrando in quelle avversarie. Un movimento tattico di tale genere è tipicamente compiuto di notte.
Vi possono essere aiuti meccanici sul terreno, come veicoli tattici a trazione integrale (ad esempio, dune buggies o Land Rovers a passo lungo) o motociclette. Lo  Special Air Service inglese è stato il pioniere della SR praticata con veicoli, che sperimentò già nella Seconda guerra mondiale. Durante l'Operazione Tempesta nel deserto, le squadre SR americane adoperarono elicotteri medi e pesanti per trasportare veicoli da impegnare nella già rammentata Caccia allo Scud.

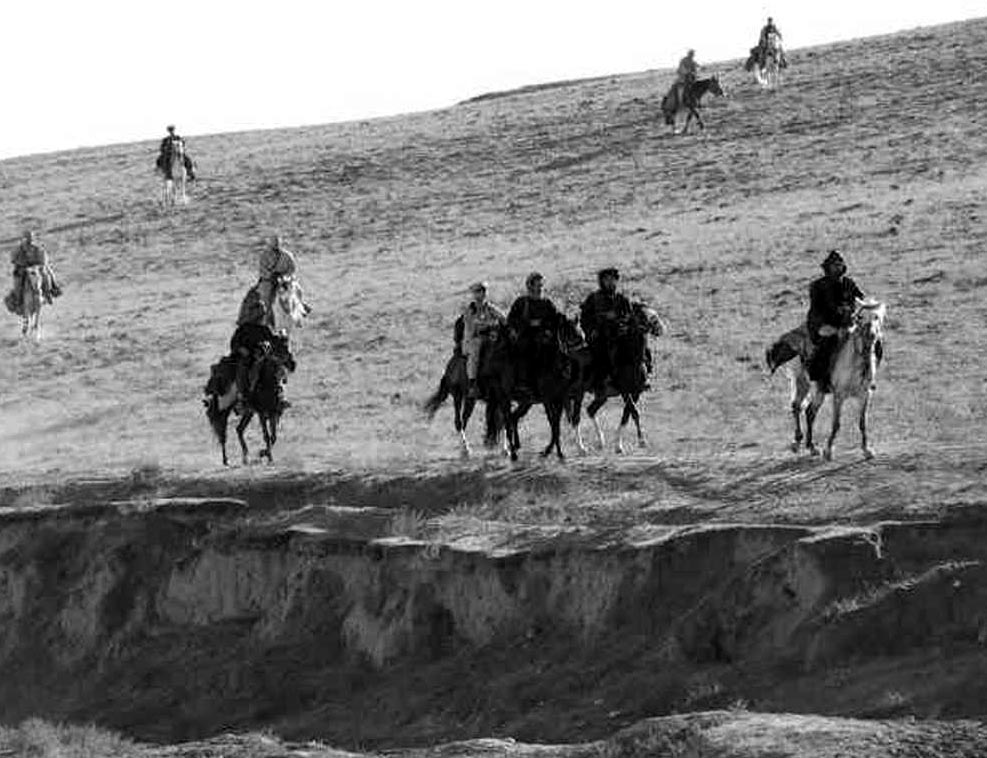
Afganistan, 22 novembre 2001. Forze speciali USA a cavallo, affiancate da membri dell'Alleanza del Nord durante l'Operazione Enduring Freedom.

Le forze speciali USA, cooperando con l'Alleanza del Nord afgana, svolsero alcune missioni a cavallo; in altre circostanze potrebbero essere richieste attitudini particolari nell'uso di animali da soma o da sella.

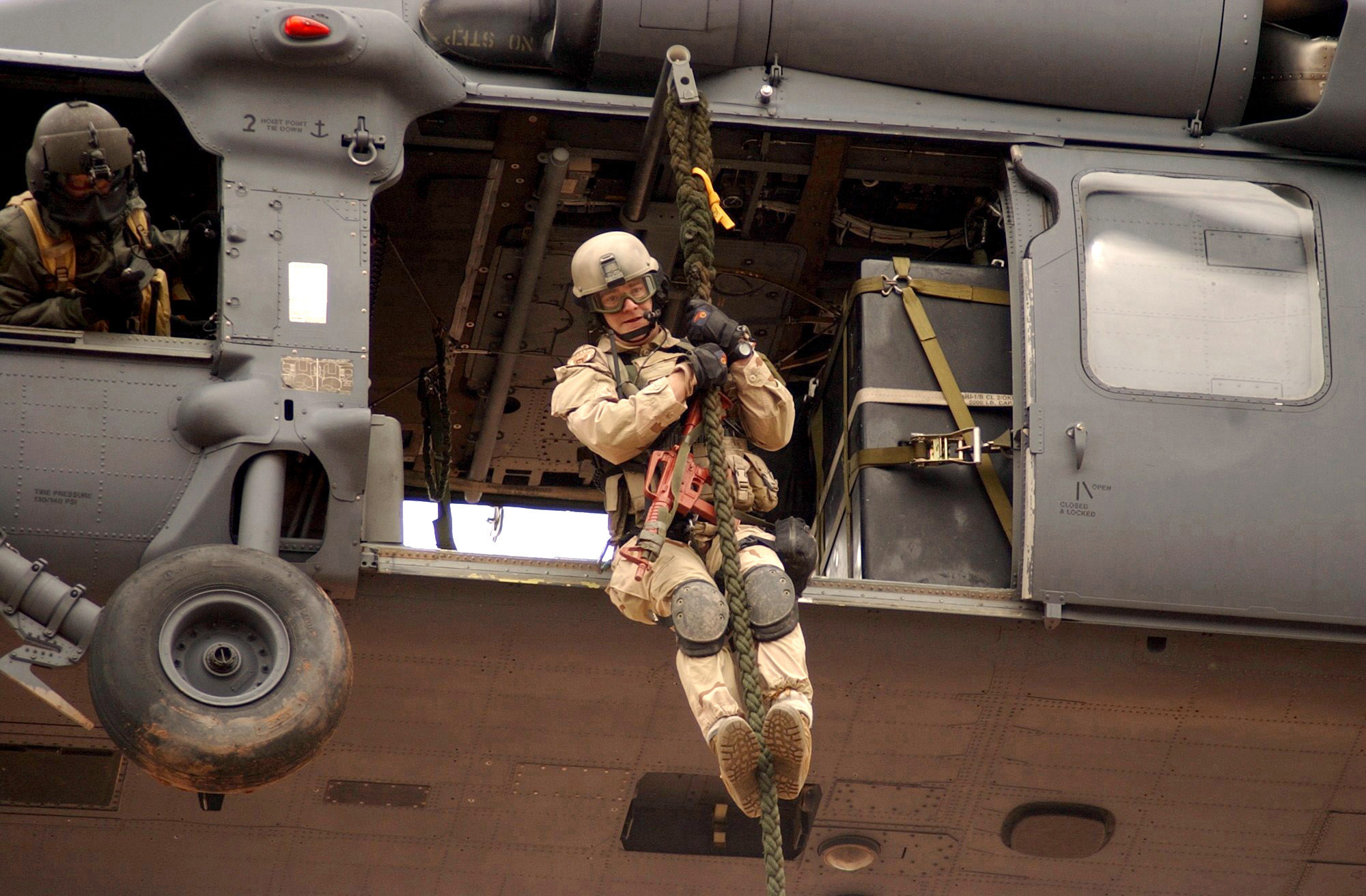
Fast roping

Le unità SR possono spostarsi per via aerea. Possono far ricorso ad una quantità di tecniche elicotteristiche, come il fast rope, scalette/verricelli, il fast exit in tempo di notte. In alternativa, possono paracadutarsi, tipicamente di notte, ed usando tecniche di lancio HALO o HAHO, in modo che il loro aereo non metta in allarme il nemico.

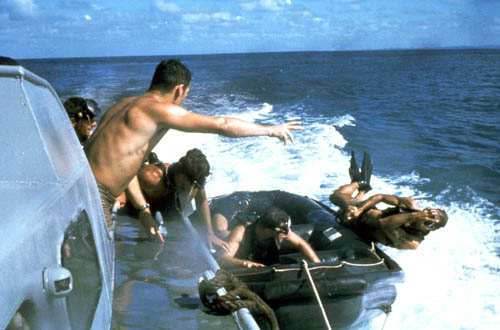
Un operatore SEALs si lancia dal fianco di un'imbarcazione in movimento.

Personale SR adeguatamente addestrato può venire dal mare. Si possono usare imbarcazioni attraverso acque interne, da una nave di superficie o anche da una barca lanciata da un elicottero. Un'altra opzione è il movimento subacqueo, sia a nuoto sia a mezzo di veicoli, da un sottomarino o da un'unità di superficie. Alcuni reparti di alta specializzazione (come gli US Navy SEALs o lo Special Boat Service inglese), possono paracadutarsi in mare aperto, immergersi, e raggiungere l'obiettivo a nuoto.

### Appoggio logistico
Le unità impegnate in missioni brevi possono portare con sé il proprio materiale logistico, ma nelle missioni prolungate hanno bisogno di essere rifornite.
Tipicamente, le unità SR sono impiegate nell'area di operazioni, e sono abbastanza a loro agio con il cibo locale, all'occorrenza. Dal momento che anche le "radio di sicurezza" possono essere rilevate e localizzate, anche se da un nemico molto sofisticato, può essere indicata l'adozione di ricevitori aero-spaziali. È semplicemente buona norma che le trasmissioni siano quanto più brevi e precise possibile. Un buon accorgimento per rendere concise le comunicazioni è prestabilire un insieme di codici, al massimo di due lettere, per specifici pacchetti di equipaggiamento. I codici inizianti per "A" potrebbero alludere a "munizioni", la "F" a "cibo", "M" per "dotazioni mediche", e così via. Un'altra tecnica di sicurezza radio è detta burst transmission, in pratica messaggi compressi.

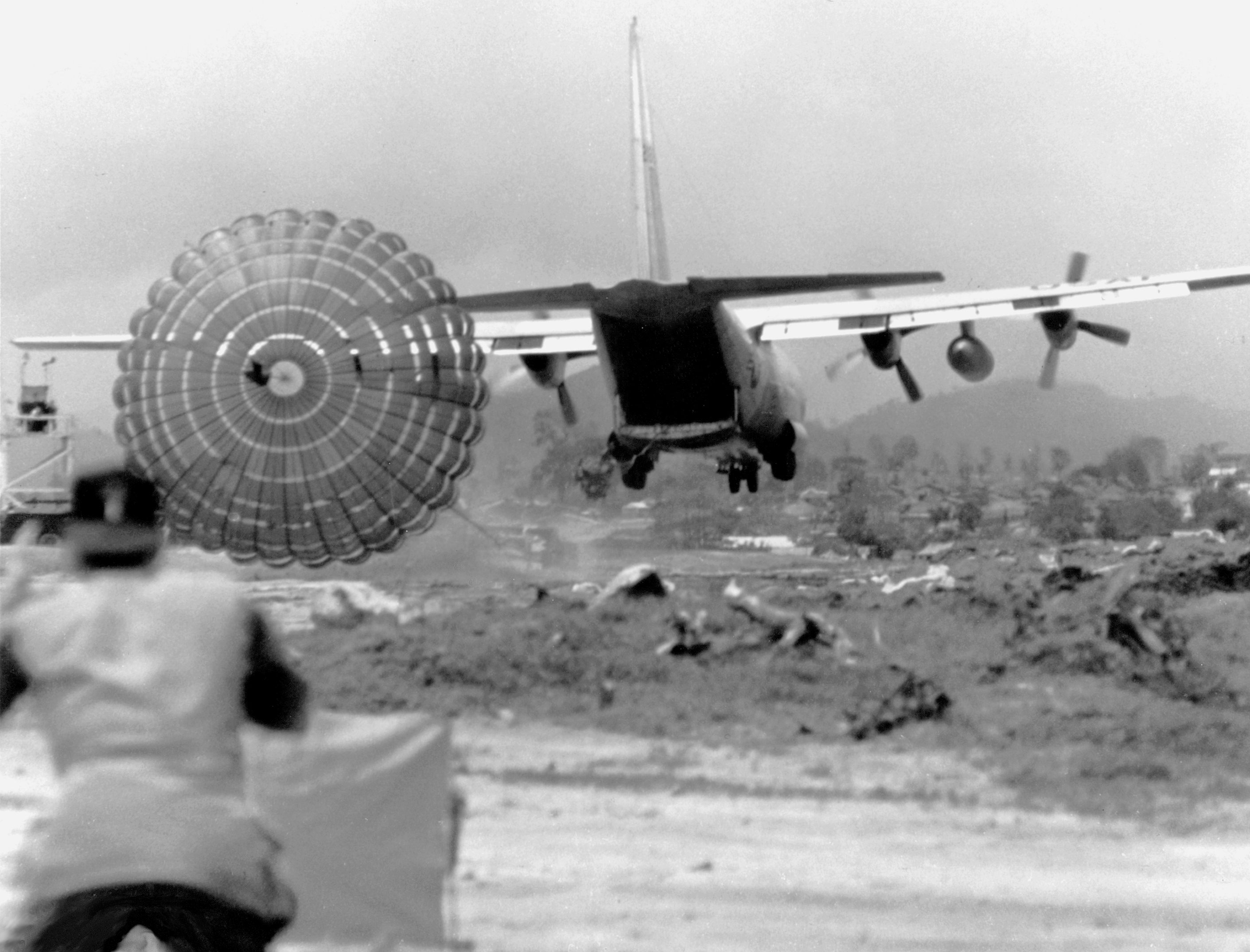
Anni 1960, Vietnam. Un C-130 Hercules USAF rifornisce la U.S. Army 1st Cavalry Division presso An Khe, utilizzando il Low Altitude Parachute Extraction System (LAPES), tecnica di rifornimento speciale non più utilizzata attualmente dalle forze USA.

Quando — per la durata o per la distanza della missione — le pattuglie hanno necessità di rifornimenti, si usa un ampio ventaglio di tecniche (tutte però implicanti qualche compromesso in fatto di sicurezza), diverse per raggio d'azione ed invisibilità (relativa) della piattaforma logistica, tipo e quantità di rifornimenti richiesti. Se la pattuglia SR si trova in un'area in cui anche il nemico sa che vi sia una qualche attività di pattugliamento, gli elicotteri possono eseguire svariati rapidi touchdowns (manovre di discesa al suolo/ripresa di quota), di cui uno solo sarà quello "valido" (rifornimento), e tutti gli altri serviranno a confondere il nemico. Se vi è fondato motivo per ritenere che il nemico sappia della presenza delle pattuglie, ma ne ignori la reale dislocazione, gli elicotteri potrebbero praticare touchdowns plateali, in cui però depositeranno "trappole esplosive" (boobytraps) per il nemico, camuffate da rifornimenti.
Vi può essere la necessità di sostituire e/o evacuare gli elementi rimasti feriti. in alcuni casi estremi, e molto collegati alla particolare organizzazione, può avvenire l'abbattimento "amico" dei feriti intrasportabili, per evitare che — una volta catturati — sotto interrogatorio, magari accompagnato da tortura, rivelino al nemico informazioni atte a compromettere la missione SR. Si dice che l'eliminazione dei propri feriti faccia parte della dottrina dei già nominati Spetsnaz. Una linea di condotta analoga fu peraltro esposta ad un US forward air controller da un ufficiale MACV SOG:

### Esfiltrazione

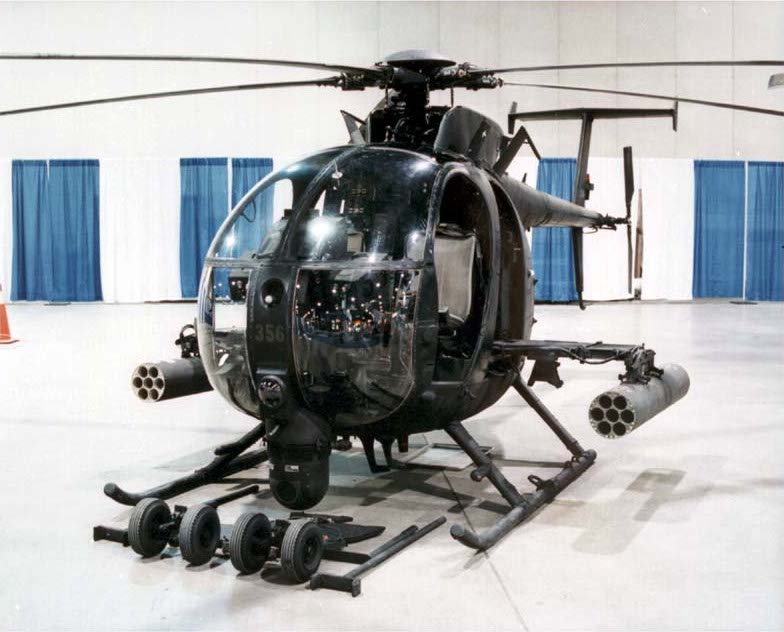
Elicottero MH-6 Little Bird

Nella maggior parte dei casi, l'esfiltrazione avverrà con le stesse tecniche impiegate per la fase opposta (infiltrazione). Per esempio, le forze che hanno seguito la via dello stay-behind, potrebbero "esfiltrare" semplicemente attendendo la riconquista delle posizioni da parte delle forze amiche.
Un classico dell'esfiltrazione è comunque l'impiego di elicotteri per operazioni speciali. In molti casi non è necessario che l'elicottero atterri: gli operatori SR appenderanno a funi o scalette le attrezzature più ingombranti, l'elicottero volerà verso una zona in cui l'imbarco del personale non costituisca più un pericolo. Vi sono pure piccoli elicotteri, come lo MH-6, dotati di "predellini" che permettono a soldati specificamente addestrati di imbarcarsi "al volo" (raso terra, naturalmente).

## Comunicazioni ed elettronica per SR

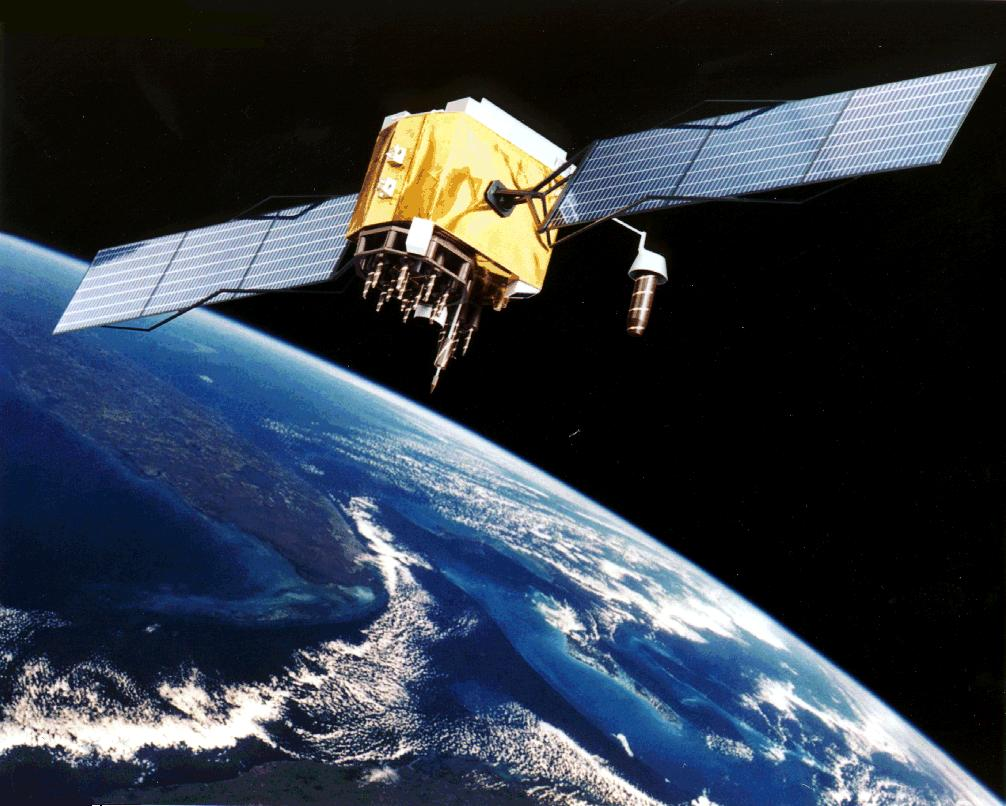
Rappresentazione "pittorica" di un satellite GPS.

Senza l'elettronica moderna per uso militare, ed occasionalmente anche quella per uso civile, la SR moderna è fondamentalmente diversa dagli speciali soldati che si accollano missioni così rischiose, ma con comunicazioni inaffidabili ed il costante pericolo di essere localizzati a causa loro. Ma la tecnologia di comunicazione "tra umani" non è l'unico versante decisivo a questo proposito. Sistemi di navigazione quali il già citato e noto GPS hanno immenso valore. Il GPS comunica alla pattuglia la propria posizione, ma telemetri laser ed altre apparecchiature possono fornire l'esatta ubicazione del bersaglio, che può essere ritrasmessa all'unità preposta ad intervenire con qualche sistema d'arma potente. Massiccia cifratura, contromisure elettroniche ed altre soluzioni, come la già ricordata burst transmission, per ridurre la probabilità di essere localizzati, sono tutti elementi che giocano un ruolo determinante.

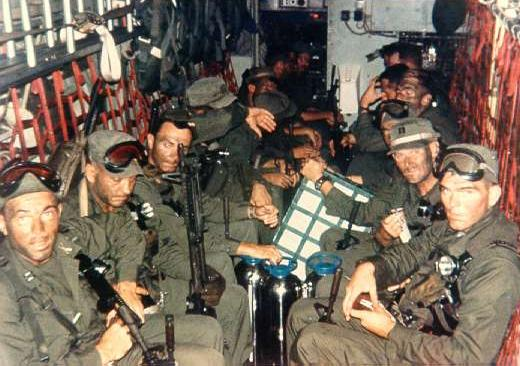
Incursori di Son Tay

Le moderne tendenze nelle comunicazioni di sicurezza, leggere e flessibili quanto basta per renderle trasportabili dalle squadre SR, sono basate sul concetto evolutivo di software defined radio. L'immensamente flessibile Joint Tactical Radio System (JTRS) è sviluppato con le unità NATO per operazioni speciali, e fornisce comunicazioni criptate a bassa probabilità di intercettazione, tra unità terrestri, da terra agli aerei, o da terra al satellite. Consente alla squadra SR di usare la stessa radio per operare su parecchie reti, limitando di conseguenza anche il numero di necessari apparecchi di scorta. Per farsi un'idea, si consideri che alcuni incursori partecipanti all'Operazione Ivory Coast (Son Tay, 1970) portavano con sé fino a cinque radio.
Lo JTRS si integra con gli osservatori addetti al coordinamento di tiro, che vi si collegano, pertanto non è necessaria una radio separata per comunicare con i lanciatori di bombe intelligenti (precision-guided munition). Anche se gli UAV presuppongono altre tecnologie al di là dell'elettronica, la disponibilità di UAV trasportabili dal combattente ed azionabile "all'interno" della squadra, assieme alle comunicazioni tra la pattuglia e uno UAV ad alte prestazioni, può determinare lo sviluppo di dottrine tattiche essenzialmente nuove.
La software defined radio, assieme a protocolli per scambio d'informazioni standard come lo JTIDS Link 16, rende possibili appropriate comunicazioni e consapevolezza della situazione, riducendo la possibilità di "fratricidio", tra i molteplici servizi militari che intervengono sul campo. Lo stesso fondamentale apparecchio elettronico
può essere un congegno Situation Awareness Data Link (SADL) per l'aeronautica che fa colloquiare gli aerei durante il supporto aerotattico, ma anche scambiare dati con un dispositivo  Enhanced Position Location Reporting System (EPLRS) dell'esercito. Ed ancora, lo stesso apparecchio fondamentale interconnette unità terrestri dotate di EPLRS.

## Reparti italiani che effettuano missioni di ricognizione speciale

### Ricognizioni tattico-operative
In Italia le missioni di ricognizione a livello tattico/operativo vengono affidate al 185º Reggimento Ricognizione e Acquisizione Obiettivi Folgore dell'Esercito Italiano. Tale reparto è stato creato appositamente per tale compito, dal 2018 anche per le operazioni speciali. Il Brevetto di "Acquisitore Obiettivi" è infatti tra quelli degli operatori delle forze speciali 
Il 185° R.R.A.O. opera attraverso le proprie compagnie acquisizione obiettivi (CAO, composte da distaccamenti/squadre di 8 uomini), rimanendo per giorni in appostamento dietro le linee nemiche e raccogliendo, informazioni che poi vengono trasmesse ai Comandi e al Reparto Informazioni Sicurezza RIS dello Stampa Difesa.
Durante tali missioni della durata di circa 8-10 giorni, gli acquisitori dei DAO (distaccamenti acquisizione obiettivi) del 185° operano secondo tutte le procedure già ampiamente descritte per la SR.

### Ricognizioni in operazioni speciali
La Ricognizione per operazioni speciali, a livello strategico, è invece prerogativa delle forze speciali italiane quali:
- Reggimento d'Assalto Incursori Paracadutisti “Col Moschin” - Esercito Italiano
- 185º Reggimento Ricognizione e Acquisizione Obiettivi Folgore - Esercito Italiano
- 4º Reggimento alpini paracadutisti - Esercito Italiano
- Gruppo Operativo Incursori del Comando Subacquei e Incursori Teseo Tesei – Marina Militare
- 17º Stormo Incursori – Aeronautica Militare
- Gruppo di intervento speciale – Arma dei carabinieri

Esse infatti vengono impiegate per tutti i compiti speciali: azioni dirette; assistenza militare; recupero ostaggi; ricognizione speciale; operazioni antiterrorismo ecc.

## Rapporti informativi durante e dopo la missione
Il debriefing può essere fatto da ufficiali HUMINT delle loro organizzazioni, che hanno grandissima dimestichezza con le tecniche di raccolta delle informazioni. È molto probabile che le informazioni raccolte dalle pattuglie SR abbiano rilievo in tema di HUMINT, ma — a seconda della missione — possono contribuire pure a IMINT, TECHINT, SIGINT, e MASINT. Alcune delle tecniche possono essere estremamente sensibili (sul piano della sicurezza) e quindi mantenute su una base di "necessità di sapere" tra l'organizzazione di ricognizione speciale e la cellula preposta all'intelligence.
Salvo il caso che vi sia necessità di un rapporto più dettagliato, gli "addetti" fanno normalmente uso del pratico metodo "SALUTE" (vedasi tabella sottostante), che garantisce l'aderenza delle notizie riferite a precisi standard operativo-informativi.
| Acronimo inglese                      | Traduzione italiana                                     |
| ------------------------------------- | ------------------------------------------------------- |
| Size: how many men in the unit?       | Dimensione: quanti uomini nell'unità?                   |
| Activity: what are they doing?        | Attività: cosa stanno facendo?                          |
| Location: where are they?             | Luogo: dove si trovano?                                 |
| Unit: who are they?                   | Unità: chi sono? (a quale reparto appartengono?)        |
| Time: when did you see them?          | Tempo: quando li hai visti?                             |
| Equipment: what weapons do they have? | Equipaggiamento: che armi (o altra attrezzatura) hanno? |

Gli operatori SR, comunque, sono addestrati anche a redigere rapporti molto più avanzati, come preparare mappe con "lucidi" multistrato di bersagli, linee di comunicazione, concentrazioni di civili ed amici, ecc. Possono fare analisi dell'obiettivo, ed anche riportare varie attività in un grafico polare, centrato su un riferimento arbitrario o sul bersaglio principale.